# Георги Стоев (революционер)
Вижте пояснителната страница за други личности с името Георги Стоев.
Георги Стоев Петров, наричан Каран, е български революционер, деец на Вътрешната македоно-одринска революционна организация.

## Биография
Георги Стоев е роден в град Мустафапаша, тогава в Османската империя, днес Свиленград, България. Син е на Стою Петров и брат на Петър Стоев, също революционери от ВМОРО. Георги Стоев се присъединява към ВМОРО и изпълнява терористични акции към Одринския окръжен революционен комитет. Между 1905 – 1908 година е член на околийския комитет на ВМОРО в Мустафапаша. През 1908 година е назначен за секретар на българската църковна община в Мустафапаша.